# Àngel Ruiz i Pablo
Àngel Ruiz i Pablo (es Castell, 1865-Barcelona, 1927) va ser un escriptor menorquí en català i en castellà.

## Biografia
Pare de dotze fills, la seva vida no va ser fàcil ni còmoda. Va treballar de jove en una impremta de Maó i posteriorment a Ciutadella com a empleat bancari. Es va iniciar com a periodista a la premsa menorquina i a L'Almudaina de Palma.
El 1895 ja havia publicat en castellà Tipos y costumbres de mi tierra (1888) i la novel·la autobiogràfica Oro y escorias (1899). Amb el llibre Per fer gana va iniciar la seva producció literària en català. A partir d'aquest moment va començar a relacionar-se amb escriptors insulars molt importants, com Miquel dels Sants Oliver i Joan Alcover amb qui va mantenir una llarga amistat.
Va participar, l'octubre de 1906, al Primer Congrés Internacional de la Llengua Catalana, amb una comunicació sobre els anglicismes de Menorca.
El 1911, a causa d'una greu crisi bancària, va haver de partir cap a Barcelona amb la seva nombrosa família, fet novel·lat pel seu fill Josep M. Ruiz Manent a la novel·la El pare. Va formar part del cos de redacció de La Vanguardia i va ser mantenidor dels Jocs Florals del 1919.
Àngel Ruiz i Pablo va morir a Barcelona l'any 1927. Al poble des Castell (Menorca) es troba l'escola pública d'educació primària amb el seu nom.

## Estil
L'obra d'Àngel Ruiz i Pablo se situa entre el costumisme vuitcentista de Per fer gana (1895), el modernisme de la novel·la breu Del cor de la terra i les novel·les realistes i psicològiques en castellà de la darrera etapa, en què recupera el costumisme inicial. La seva producció catalana consisteix en un conjunt d'articles i narracions de caràcter costumista i modernista. Va conrear també la poesia, inicialment en castellà i, des del tombant de segle, en català, seguint les petjades de Jacint Verdaguer, Joan Alcover i Miquel Costa i Llobera.
El principal propòsit de l'autor està exposat clarament en les seves obres. Gairebé totes elles presenten un profund sentiment religiós, tant els articles com les novel·les.
Àngel Ruiz i Pablo va ser un gran representant de la producció narrativa costumista i, arran d'això, és considerat un dels millors exponents de les lletres catalanes a Menorca a principis del segle xx. Assoleix la seva consagració amb la publicació del llibre Del cor de la terra. Proses menorquines (1928) publicada a l'Editorial Catalana gràcies a l'impuls de Josep M. Ruiz Manent i de Joan Estelrich. Posteriorment Francesc de Borja Moll contribuirà a la seva divulgació incorporant-lo al catàleg de l'Editorial Moll.

## Obres
Les obres principals d'Àngel Ruiz i Pablo són: 
Poesia:
- Poesías (1886)
- Poesías (1911)

Narracions i novel·les: 
- Tipos y costumbres de mi tierra (1888)	Oro y escorias (1893)
- Doce días en Mallorca (1892)- Per fer gana (1895) - Episodios ribereños (1906)- 	Del Cor de la terra (1910) 	El último Hidalgo (1912)
- Clara sombra (1915)
- Las metamorfosis de un erudito (1918)
- El final de una leyenda (1922)
- Episodis Ribereños (1906)